# Rory Kinnear
Rory Kinnear (Londres, 17 de fevereiro de 1976) é um ator inglês de teatro, televisão e cinema. Seu papel mais famoso é o de Bill Tanner nos filmes da franquia James Bond e da criatura de Frankenstein em Penny Dreadful.

## Vida pessoal
Rory Kinnear é filho dos atores Roy Kinnear e Carmel Cryan. Ele nasceu em Londres e têm duas irmãs, Kirsty e Karina. Por parte de pai ele é neto do jogador de rúgbi escocês Roy Muir Kinnear e sobrinho do também ator Michael Williams. Ele estudou na Tower House School e na St Paul's School, cursando a universidade Balliol College, Oxford. Kinnear estudou atuação na London Academy of Music and Dramatic Art.
É casado com a também atriz Pandora Collin, com que tem um filho e uma filha: Riley (nascido em 2010) e Hope (nascida em 2014).

## Carreira
Kinnear trabalha principalmente no teatro; ele já participou de produções teatrais de Maria Stuart, dirigido por Phyllida Lloyd, e Hamlet, dirigido por Sir Trevor Nunn, interpretando Laertes e recebendo boas críticas. Ele também foi elogiado por interpretar Sir Fopling Flutter em The Man of Mode, produção da Royal National Theatre, vencendo o Laurence Olivier Award e o Ian Charleson Award. Outros trabalhos notáveis no teatro incluem o papel principal em The Revenger's Tragedy, Pyotr em Philistines e Mitia na adaptação teatral do filme russo Utomlyonnye Solntsem. Em 2010, ele interpretou Angelo em Measure for Measure, no Almeida Theatre, e o papel título de Hamlet, da Royal National Theatre; Os dois papéis lhe renderam o prêmio de melhor ator da Evening Standard. Foi um dos responsáveis por escrever o roteiro do filme Precisamos Falar sobre o Kevin, lançado em 2011.
Na televisão, ele foi elogiado por sua interpretação de Denis Thatcher na minissérie da BBC The Long Walk to Finchley, em 2008. Ele também apareceu na série Vexed, da BBC Two, e no filme para televisão The First Men in the Moon, da BBC4. Ele também interpretou o papel de Primeiro Ministro Michael Callow no primeiro episódio da minissérie Black Mirror, e Bolingbroke no telefilme Richard II de 2012. Atualmente trabalha na série de TV Penny Dreadful, no papel da criatura de Frankenstein, que lhe deu o prêmio Satellite Awards de Melhor Ator Coadjuvante em série, minissérie ou filme de televisão, em 2014.
No cinema, seu papel mais famoso é o de Bill Tanner nos filmes Quantum of Solace, Skyfall e Spectre, da franquia cinematográfica de James Bond. Além dos filmes, ele já dublou Tanner nos jogos eletrônicos GoldenEye 007 e James Bond 007: Blood Stone.
Em 2015, deu vida ao personagem Barry Fairbrother na minissérie de três episódios produzida pela BBC chamada The Casual Vacancy, baseada no romance homônimo de J. K. Rowling.

## Prêmios e Indicações

### Prêmios
British Independent Film Awards
- Melhor Ator Coadjuvante (2012)

 Satellite Awards
- Melhor Ator Coadjuvante em série, minissérie ou filme de televisão (2014)